# 伯德特 (密西西比州)
伯德特（英語：Burdett）是位於美國密西西比州華盛頓縣的非建制地區。

## 歷史
伯德特的郵局於1885年設立，其後於1929年停運。

## 地理
伯德特所處的海拔為高於海平面42米（即138英呎），而該地所採用的時區為UTC-6，即北美中部時區（CST）。同時該地設有夏令時間，為UTC-6調快一小時，即UTC-5（CDT）。